# Museumsverband Sachsen-Anhalt
Der Museumsverband Sachsen-Anhalt e. V. ist ein eingetragener Verein mit Sitz in Bernburg. Er ist ein Fachverband für die Museen im Land Sachsen-Anhalt (siehe: Liste der Museen in Sachsen-Anhalt) und zugleich ihre Interessensvertretung gegenüber dem Land Sachsen-Anhalt und dem Deutschen Museumsbund. Gegründet wurde er 1990 und wird durch das Land Sachsen-Anhalt gefördert. Vorsitzender des ehrenamtlichen Vorstands ist seit 2018 Ulf Dräger.

## Aufgaben
Der Verband berät staatliche und kommunale Einrichtungen im Bereich Museumswesen und wird vom Land Sachsen-Anhalt gefördert. Zu den Aufgaben des Vereins zählen unter anderem Gutachtertätigkeit und Beratung, Weiterbildung der Museumsbediensteten sowie Austausch mit anderen Museumsverbänden in Deutschland sowie dem International Council of Museums. Zudem betreut der Museumsverband Sachsen-Anhalt verschiedene Projekte der Museumspädagogik in Kooperation mit dem Ministerium für Bildung Sachsen-Anhalt.
Der Verband startete 2021 ein zweijähriges Forschungsprojekt an Museen in der Altmarkt zur Auffindung von NS-Raubkunst. Im Altmärkischen Museum Stendal und dem Johann-Friedrich-Danneil-Museum Salzwedel war es in der Vergangenheit bereits zu entsprechenden Hinweisen gekommen.